# Kanton Moisdon-la-Rivière
Kanton Moisdon-la-Rivière (fr. Canton de Moisdon-la-Rivière) je francouzský kanton v departementu Loire-Atlantique v regionu Pays de la Loire. Tvoří ho pět obcí.

## Obce kantonu
- Grand-Auverné
- Issé
- Louisfert
- La Meilleraye-de-Bretagne
- Moisdon-la-Rivière